# Фрайберг
Фрайберг, Фрейберг (нем. Freiberg) — старинный горный город, исторический центр Рудных гор. Расположен в центре немецкой земли Саксония между Дрезденом и Хемницем. Население 41,6 тыс. чел. (2016).

## История
Фрайберг был основан в 1186 году, вскоре после открытия поблизости крупнейшего в Европе месторождения серебра, на месте деревни Кристиансдорф. На протяжении многих столетий финансы Саксонии зависели от добычи серебра во Фрайберге.
Мастера Фрайберга считались лучшими в Европе специалистами по горному делу. В 1701 г. Пётр Первый пригласил плавильного мастера Циммермана переехать в Россию, где он возглавил строительство металлургических заводов.
В 1739—1740 гг. здесь в химической лаборатории Иоганна Генкеля вместе учились выдающийся русский учёный М. В. Ломоносов и основоположник производства российского фарфора Д. И. Виноградов.
Фрайбергская горная академия спорит за звание старейшего металлургического / горного вуза мира с аналогичным заведением в словацком городе Банска-Штьявница. В горной академии учился выдающийся полярный исследователь, первый директор Арктического и антарктического научно-исследовательского института Р. Л. Самойлович.
В послевоенное время Фрайберг стал крупнейшим в Центральной Европе центром мормонизма. С этим связано наличие в городе храма церкви Иисуса Христа Святых последних дней.
 Мейсенская марка 1186–1423

 Курфюршество Саксония 1423–1697

 Польша-Саксония 1697–1706
 Курфюршество Саксония 1706–1709

 Польша-Саксония 1709–1763

 Курфюршество Саксония 1763–1806

 Королевство Саксония 1806–1871

 Германская империя 1871–1918

 Веймарская республика 1918–1933

 Третий рейх 1933–1945

 Германская Демократическая Республика 1949–1990

 Федеративная Республика Германия от 1990

## Достопримечательности
Фрайберг — один из самых богатых старинными постройками городов Саксонии. Весь исторический центр находится под охраной государства.  Наиболее примечательны:
- Фрайбергский собор (XII-XV вв.) с двумя органами работы Зильбермана (из четырёх, сохранившихся в городе) и надгробиями саксонских монархов XVI-XVII вв.
- Замок Фрейденштейн (1566-77) — любимая резиденция герцога Генриха Благочестивого.

- Ратуша и Верхняя Рыночная площадь (Obermarkt)
- Церковь Св. Петра
- Замок Веттинов
- Церковь Св. Николая

## Экономика
Значительную часть жителей Фрайберга по традиции составляют студенты технического университета. Многие из них остаются в городе и после выпуска. 
Современный Фрайберг — центр производства полупроводников и солнечной энергетики. Многие компании города входят в ассоциацию хайтековых предприятий «Силиконовая Саксония».

## Известные уроженцы
- Эмиль фон Зидов — немецкий картограф
- Андре Таннебергер (ATB) — немецкий музыкант и продюсер электронной музыки
- Михаил Каратеев (1904—1978) — русский писатель, мастер исторического романа